# Julia Verlinden
Julia Verlinden (Bergisch Gladbach, 18 de janeiro de 1979) é uma política alemã da Aliança 90/Os Verdes que serve como membro do Bundestag pelo estado da Baixa Saxónia desde 2017.

## Carreira política
Verlinden tornou-se membro do Bundestag nas eleições federais alemãs de 2017. No parlamento, é membro da Comissão dos Assuntos Económicos e da Energia.
Desde 2021, Verlinden serve como vice-presidente do seu grupo parlamentar, sob a liderança das co-presidentes Britta Haßelmann e Katharina Dröge.